# Euroformula Open Championship
| Euroformula Open Championship | Euroformula Open Championship |
| ----------------------------- | ----------------------------- |
| Kategoria                     | Wyścigi samochodowe           |
| Region                        | Europa                        |
| Kierowców                     | 42 (2013)                     |
| Zespołów                      | 10 (2013)                     |
| Pierwszy sezon                | 2001                          |
| Obecny sezon                  | 2022                          |
| Nadwozia                      | Dallara                       |
| Silniki                       | Toyota, Mercedes, Volkswagen  |
| Opony                         | Michelin                      |
| Mistrz kierowców              | Oliver Goethe                 |
| Mistrz zespołów               | Team Motopark                 |

Euroformula Open Championship (dawniej European F3 Open Championship, Hiszpańska Formuła 3) – juniorska seria wyścigów samochodowych, mająca swoją siedzibę w Hiszpanii.

## Historia
Serial powstał w 2001 roku, pod nazwą „Hiszpańska Formuła 3”. W 2006 roku istniała pod szyldem „Hiszpańska Formuła 3 Toyoty”, z szacunku do koncernu Toyota, który zaopatruje serię w jednostki napędowe. Od 2009 roku jest uznawana za otwarte mistrzostwa Europy F3. Niegdyś zwycięzca miał gwarantowane testy z zespołem Formuły 1 – Toyota Racing – dopóki zespół nie wycofał się z mistrzostw świata. W 2014 roku z nazwy serii usunięto człon „F3”. Nastąpiło to po tym, jak FIA zastrzegła używanie nazwy „Formuła 3” dla serii wyścigowych, które nie spełniają odpowiednich regulacji silnika.

## Kalendarz
Jej kalendarz jest najbardziej zróżnicowany pod względem narodowości. Oprócz rund w Hiszpanii, mamy do czynienia także z torami zlokalizowanymi w Portugalii, Wielkiej Brytanii, Francji, Niemczech, Belgii oraz Włoszech.

## Sprzęt
Wszystkie zespoły korzystają z jednostek Toyoty. Od sezonu 2025, seria korzysta z konstrukcji Dallara F324. W „Pucharze Copa” kierowcy mają do dyspozycji starszy model o nazwie Dallara F308.

## Mistrzowie
| Rok  | Mistrz           | Narodowość                   | Zespół             | Narodowość      | Mistrz Copa        | Narodowość      | Nazwa serii                   |
| ---- | ---------------- | ---------------------------- | ------------------ | --------------- | ------------------ | --------------- | ----------------------------- |
| 2001 | Ander Vilariño   | Hiszpania                    | Racing Engineering | Hiszpania       |                    |                 | Spanish F3                    |
| 2002 | Marcel Costa     | Hiszpania                    | Racing Engineering | Hiszpania       |                    |                 | Spanish F3                    |
| 2003 | Ricardo Maurício | Brazylia                     | Racing Engineering | Hiszpania       |                    |                 | Spanish F3                    |
| 2004 | Borja García     | Hiszpania                    | Racing Engineering | Hiszpania       |                    |                 | Spanish F3                    |
| 2005 | Andy Soucek      | Hiszpania                    | Racing Engineering | Hiszpania       | Arturo Llobell     | Hiszpania       | Spanish F3                    |
| 2006 | Ricardo Risatti  | Argentyna                    | Racing Engineering | Hiszpania       | Germán Sánchez     | Hiszpania       | Spanish F3 Toyota             |
| 2007 | Máximo Cortés    | Hiszpania                    | Escuderia TEC-Auto | Hiszpania       | Christian Ebbesvik | Norwegia        | Spanish F3                    |
| 2008 | Germán Sánchez   | Hiszpania                    | Campos F3 Racing   | Hiszpania       | Natacha Gachnang   | Szwajcaria      | Spanish F3                    |
| 2009 | Bruno Méndez     | Hiszpania                    | Campos Racing      | Hiszpania       | Callum MacLeod     | Wielka Brytania | European F3 Open              |
| 2010 | Marco Barba      | Hiszpania                    | Cedars Motorsport  | Liban           | Noel Jammal        | Liban           | European F3 Open              |
| 2011 | Alex Fontana     | Szwajcaria                   | Team-West Tec      | Wielka Brytania | Fabio Gamberini    | Brazylia        | European F3 Open              |
| 2012 | Niccolò Schirò   | Włochy                       | RP Motorsport      | Włochy          | Kevin Giovesi      | Włochy          | European F3 Open              |
| 2013 | Ed Jones         | Zjednoczone Emiraty Arabskie | RP Motorsport      | Włochy          | Richard Gonda      | Słowacja        | European F3 Open              |
| 2014 | Sandy Stuvik     | Tajlandia                    | RP Motorsport      | Włochy          | Constantino Peroni | Włochy          | Euroformula Open Championship |
| 2015 | Vitor Baptista   | Brazylia                     | RP Motorsport      | Włochy          |                    |                 | Euroformula Open Championship |
| 2016 | Leonardo Pulcini | Włochy                       | Campos Racing      | Hiszpania       |                    |                 | Euroformula Open Championship |
| 2017 | Harrison Scott   | Wielka Brytania              | RP Motorsport      | Włochy          |                    |                 | Euroformula Open Championship |
| 2018 | Felipe Drugovich | Brazylia                     | RP Motorsport      | Włochy          |                    |                 | Euroformula Open Championship |
| 2019 | Marino Satō      | Japonia                      | Team Motopark      | Niemcy          |                    |                 | Euroformula Open Championship |
| 2020 | Yifei Ye         | Chiny                        | CryptoTower Racing | Japonia         |                    |                 | Euroformula Open Championship |
| 2021 | Cameron Das      | Stany Zjednoczone            | Team Motopark      | Niemcy          |                    |                 | Euroformula Open Championship |
| 2022 | Oliver Goethe    | Dania                        | Team Motopark      | Niemcy          |                    |                 | Euroformula Open Championship |